# نورث امریکن پی-۶۴
نورث امریکن پی-۶۴ (به انگلیسی: North American P-64) یک هواپیمای ساختِ کارخانهٔ نورث امریکن اوییشن در کشور ایالات متحده آمریکا است. نخستین استفاده‌کنندهٔ این هواپیما نیروی هوایی پرو بوده‌است. این هواپیما برای نخستین بار در ۱۹۳۹ میلادی مورد استفاده قرار گرفت.